# Episodi di Teachers (serie televisiva 2016) (terza stagione)
La terza ed ultima stagione della serie televisiva Teachers, composta da 20 episodi, va in onda sul canale via cavo TV Land in due parti: la prima parte è stata trasmessa dal 5 giugno al 14 agosto 2018, mentre la seconda parte è andata in onda dal 15 gennaio 2019 al 19 marzo 2019.
In Italia la stagione è inedita.
| n° | Titolo originale          | Titolo italiano | Prima TV USA     | Prima TV Italia |
| -- | ------------------------- | --------------- | ---------------- | --------------- |
| 1  | Hello, Goodbye            |                 | 5 giugno 2018    |                 |
| 2  | All By Myselfie           |                 | 12 giugno 2018   |                 |
| 3  | Of Lice and Men           |                 | 19 giugno 2018   |                 |
| 4  | Leggo My Preggo           |                 | 26 giugno 2018   |                 |
| 5  | Gender Bender             |                 | 10 luglio 2018   |                 |
| 6  | Wake and Blake            |                 | 17 luglio 2018   |                 |
| 7  | The Book Challenge        |                 | 24 luglio 2018   |                 |
| 8  | For Poorer or Poorer      |                 | 31 luglio 2018   |                 |
| 9  | Step By Stepsiste         |                 | 7 agosto 2018    |                 |
| 10 | Hot Deadly Dad            |                 | 14 agosto 2018   |                 |
| 11 | Thoughts and Bears        |                 | 15 gennaio 2019  |                 |
| 12 | Operation Egg Drop        |                 | 22 gennaio 2019  |                 |
| 13 | Playing the Partum        |                 | 29 gennaio 2019  |                 |
| 14 | Sidelined                 |                 | 5 febbraio 2019  |                 |
| 15 | Face Your Peers           |                 | 12 febbraio 2019 |                 |
| 16 | Relationslut              |                 | 19 febbraio 2019 |                 |
| 17 | The Final Robe            |                 | 26 febbraio 2019 |                 |
| 18 | The Tell-Tale Cart        |                 | 5 marzo 2019     |                 |
| 19 | Teacher Depreciation Week |                 | 12 marzo 2019    |                 |
| 20 | Wedded Miss               |                 | 19 marzo 2019    |                 |

1. ↑   Teachers si concluderà con la stagione 3, in ComingSoon.it. URL consultato il 22 novembre 2018.
2. ↑  (EN) Teachers: Season Three Premiere Date Released by TV Land - canceled TV shows - TV Series Finale, in canceled TV shows - TV Series Finale, 30 marzo 2018. URL consultato il 22 novembre 2018.